# Доминиканская церковь (Кольмар)
Доминиканская церковь (фр. Église des Dominicains) — культовое сооружение на территории французского города Кольмара, одна из его достопримечательностей. Расположена на Доминиканской площади (фр. Place des Dominicains).

## История
Строительство доминиканской церкви началось между 1283 годом и 1295 годом.
Более активная фаза строительства пришлась на первую половину XIV века. Церковь пострадала в 1458 году, когда кровлю и обитель повредил пожар и Доминиканская церковь стала нуждаться в восстановительных работах. Приблизительно, в 1475 году под руководством Мартина Шонгауэра, был создан Алтарь доминиканцев (Изенгеймский алтарь), который сейчас расположен в музее Унтерлинден. Раньше церковь была одной из составляющих ансамбля монастыря доминиканцев.
Основу церкви составляет неф квадратной формы, есть 6 отсеков.
Церковь украшают витражи XIV и XV века, который изображают сцены из жизни Христа.
В 1720 году церковь была украшена дополнительными элементами в стиле барокко. Ее вид стал не таким строгим, как раньше. На протяжении XIX века церковь использовалась для не религиозных целей и только в 1898 году здание вернуло свое первоначальное значение. В 1980-х годах и 1990-х годах в церкви проводились восстановительные работы.
С 1973 года Доминиканская церковь владеет картиной Мартина Шонгауэра «Мадонна в беседке из роз», которая изначально выставлялась в соборной церкви Святого Мартина. Эта картина считается его самой важной сохранившейся работой.
Расположена на Доминиканской площади города.
Церковь закрыта для посещений 1 мая и 25 декабря. В остальное время она работает ежедневно с 10:00 до 13:00 и с 15:00 до 18:00.
В 1992 году Доминиканская церковь была признана историческим памятником Франции.

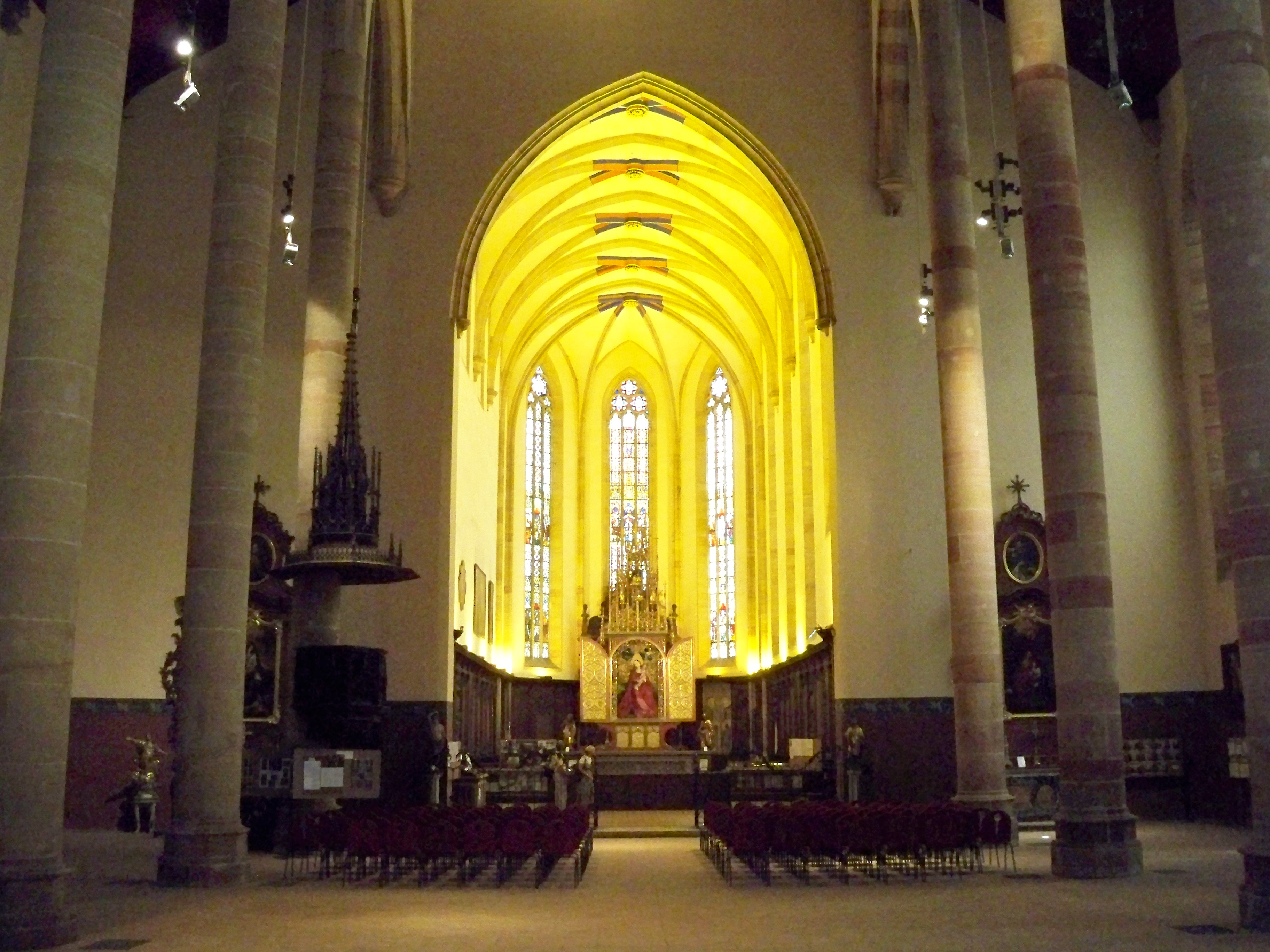
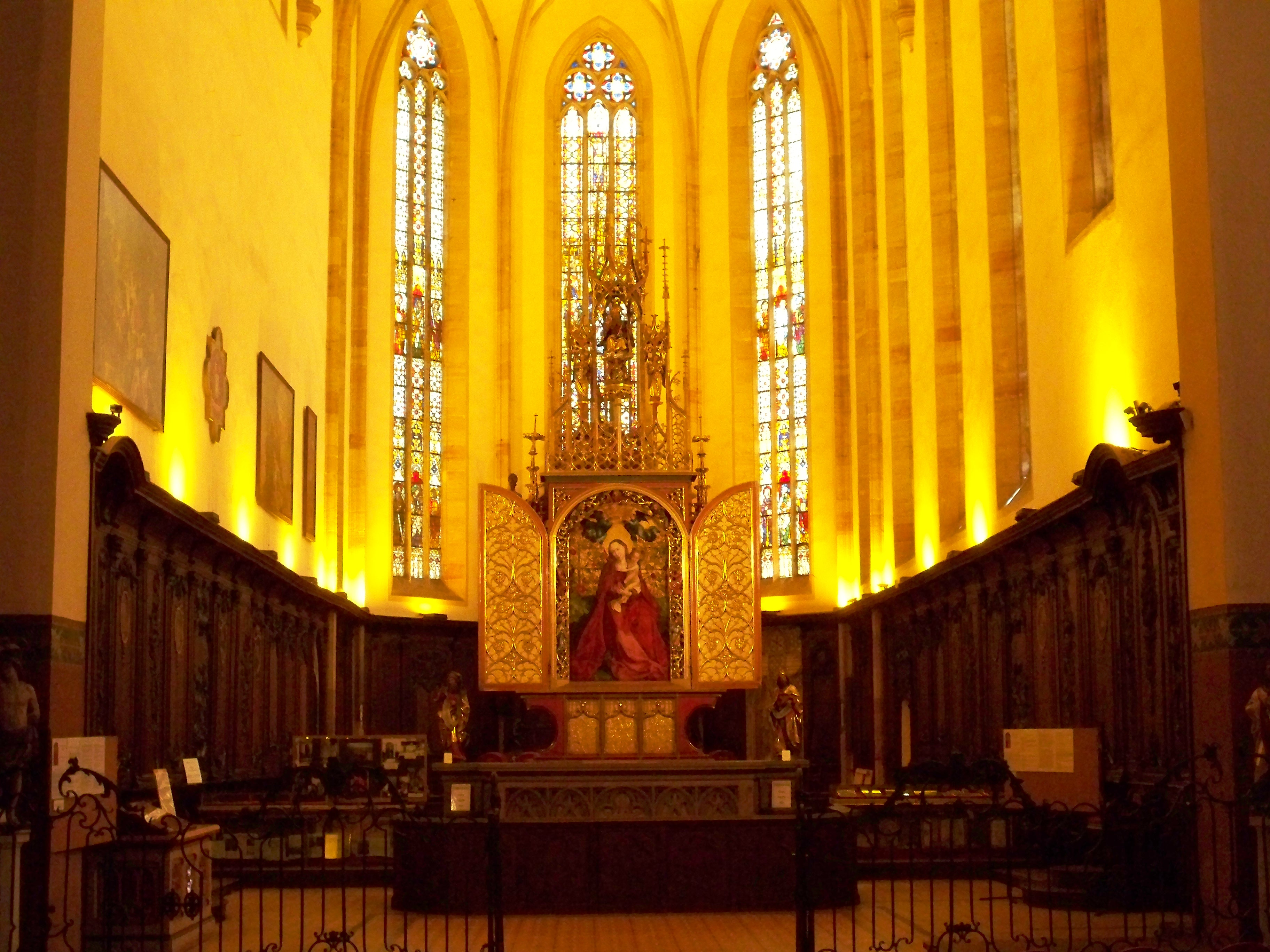
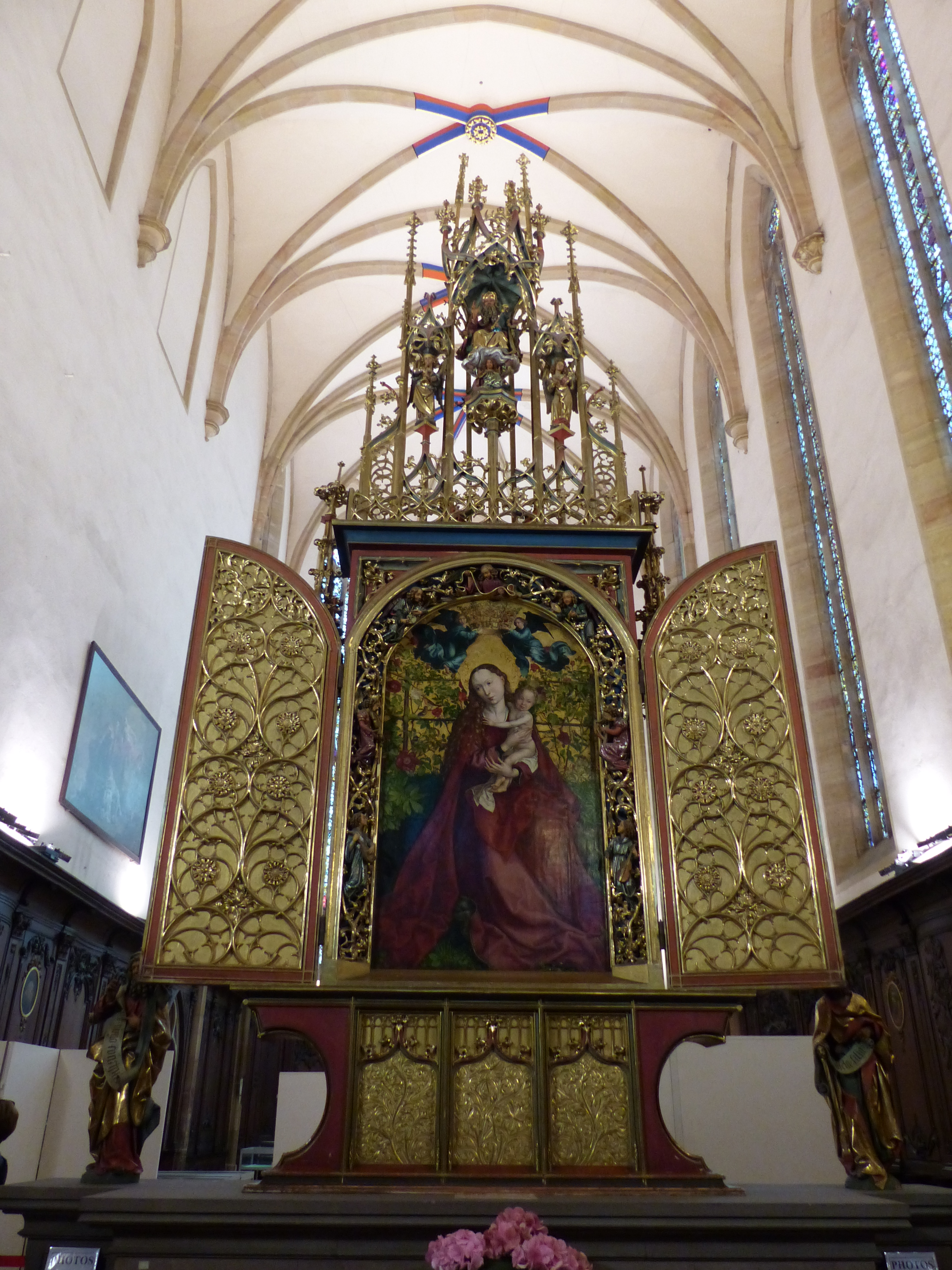
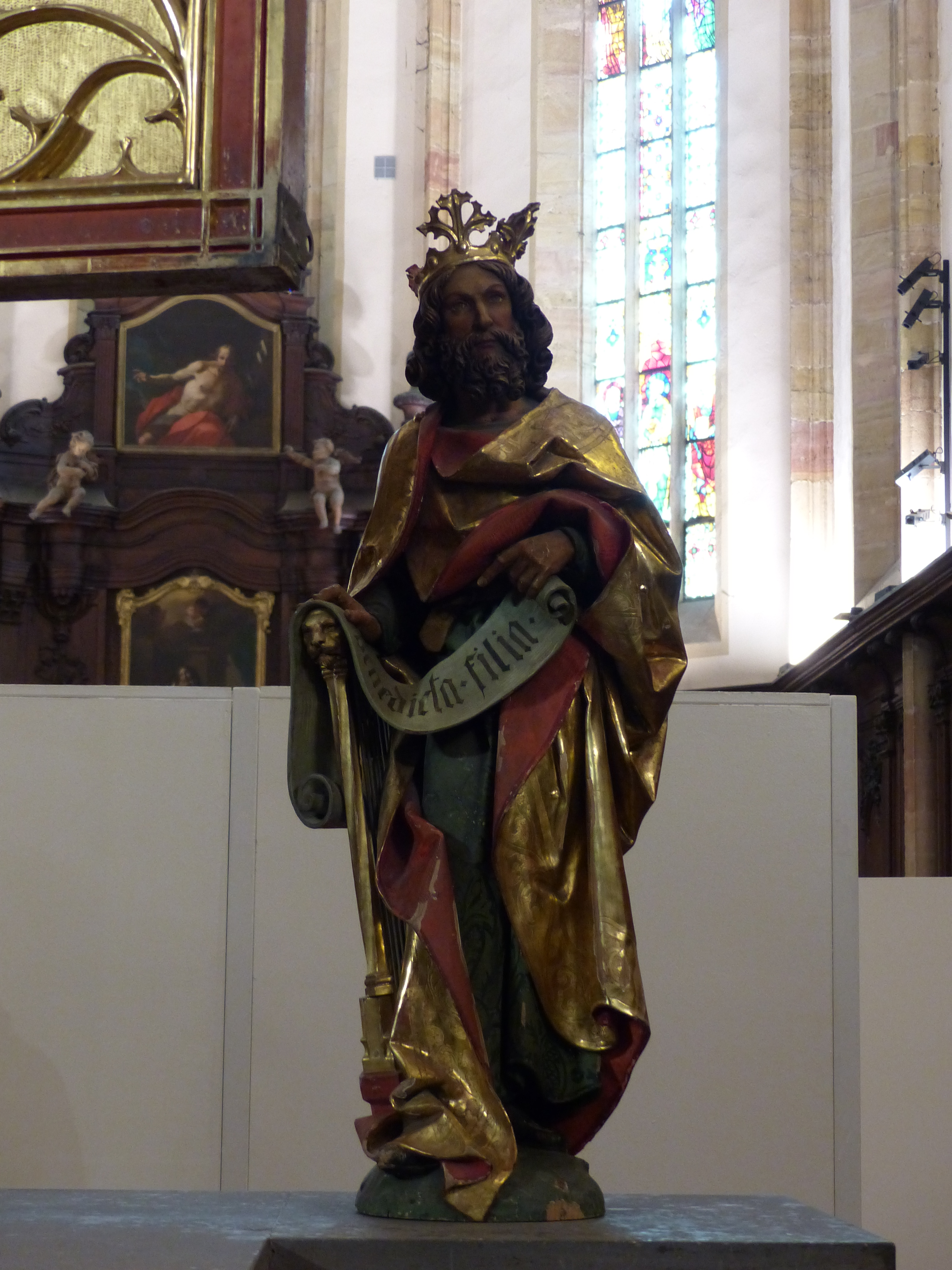
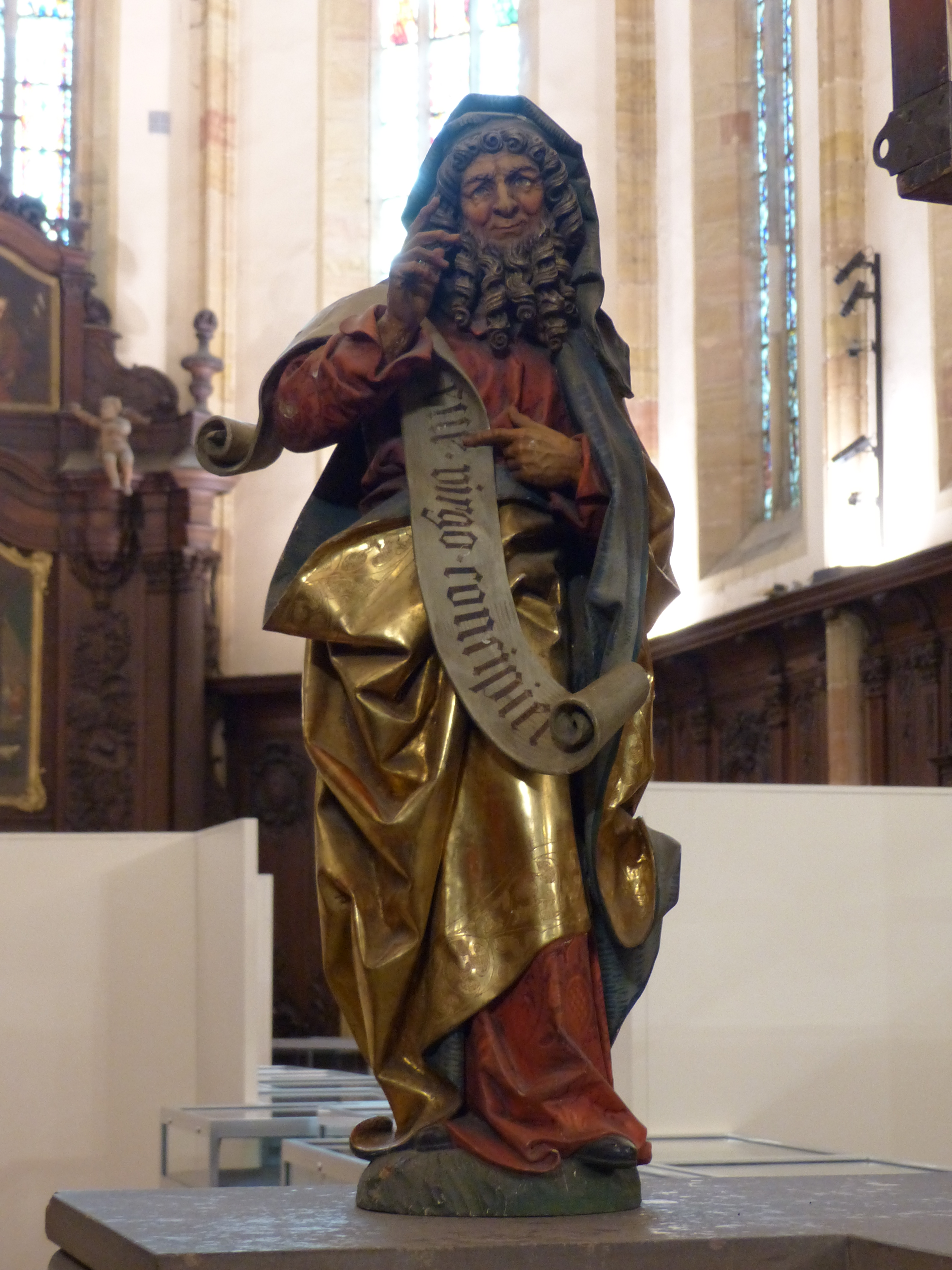
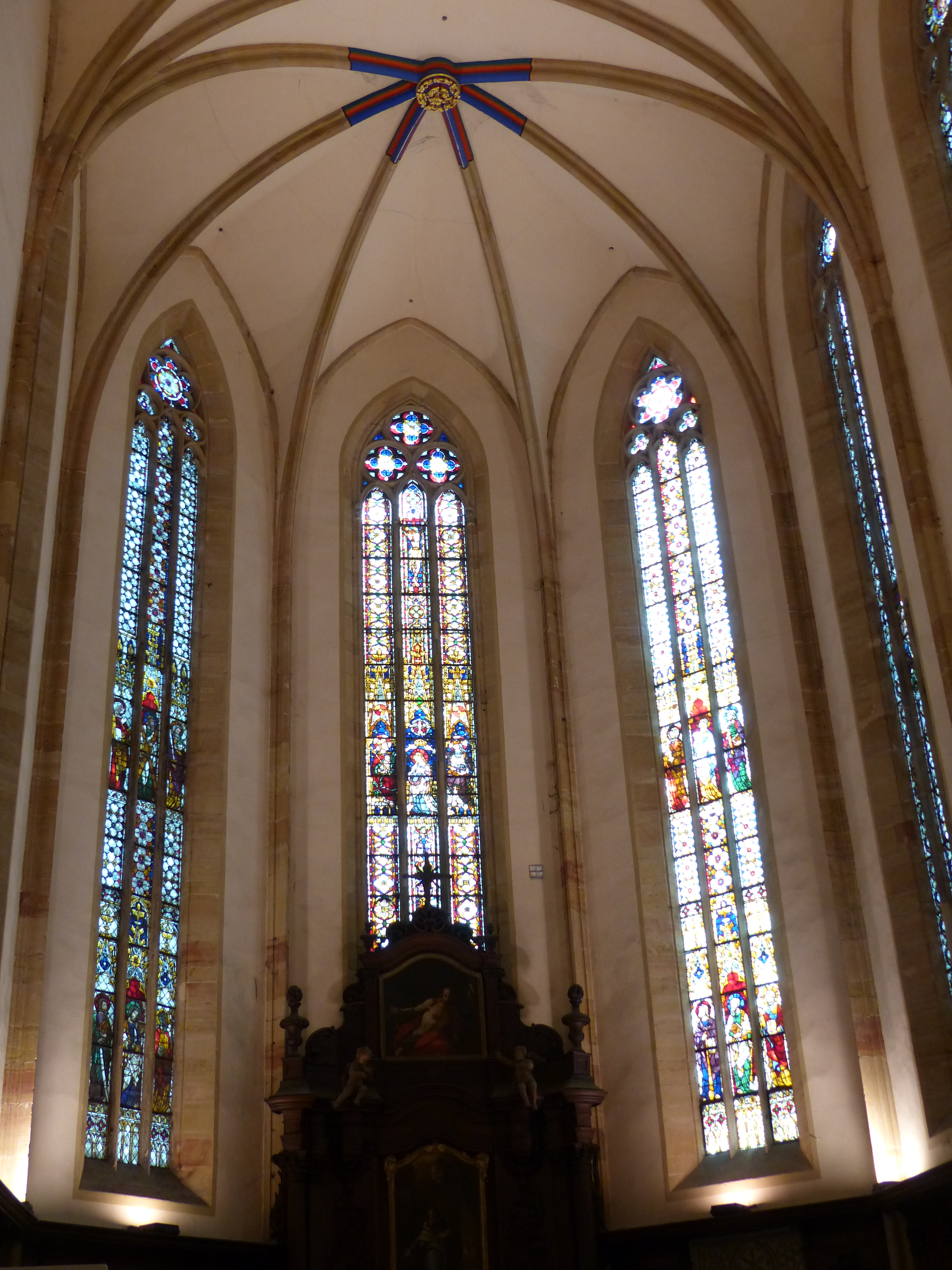
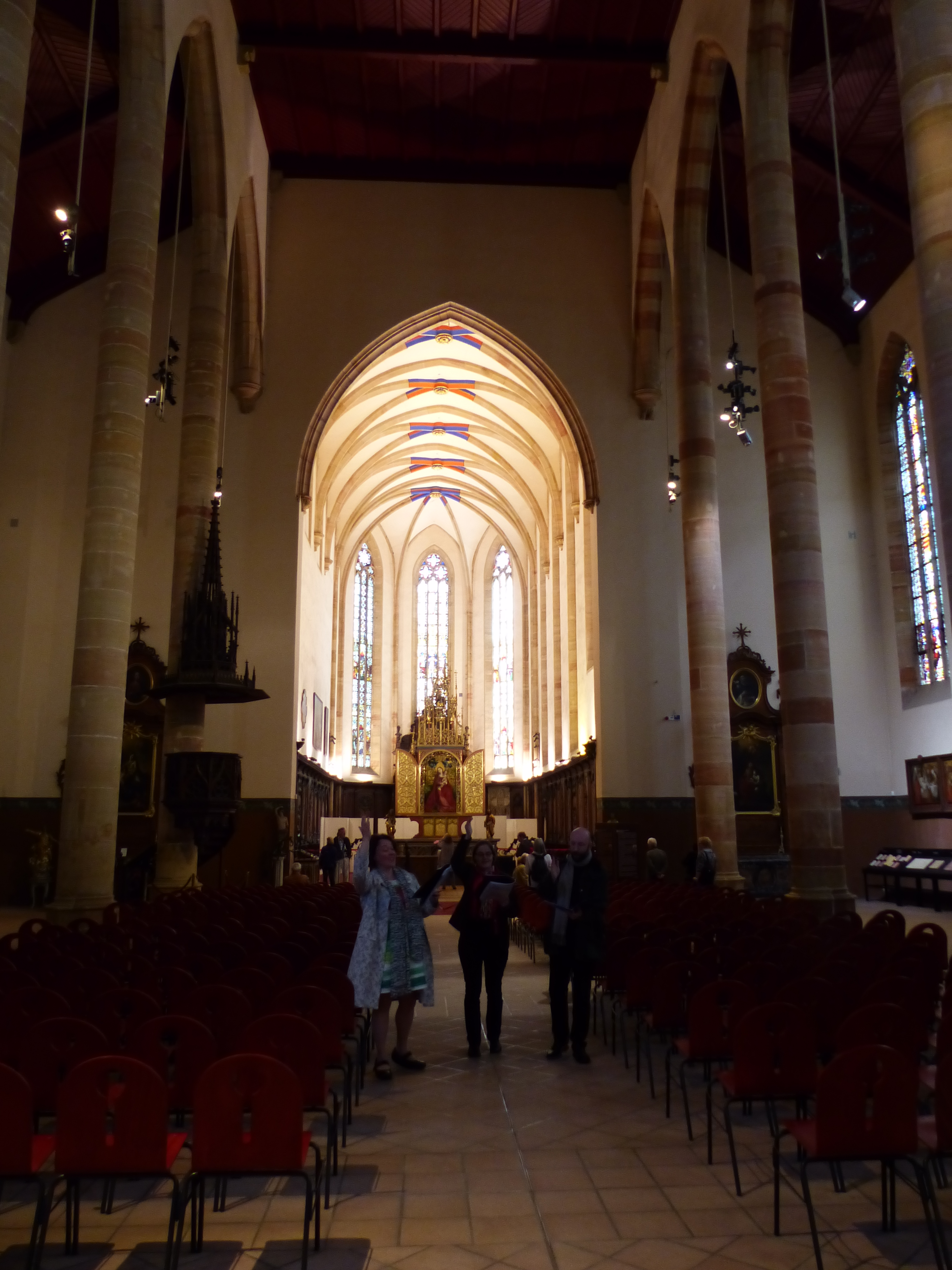
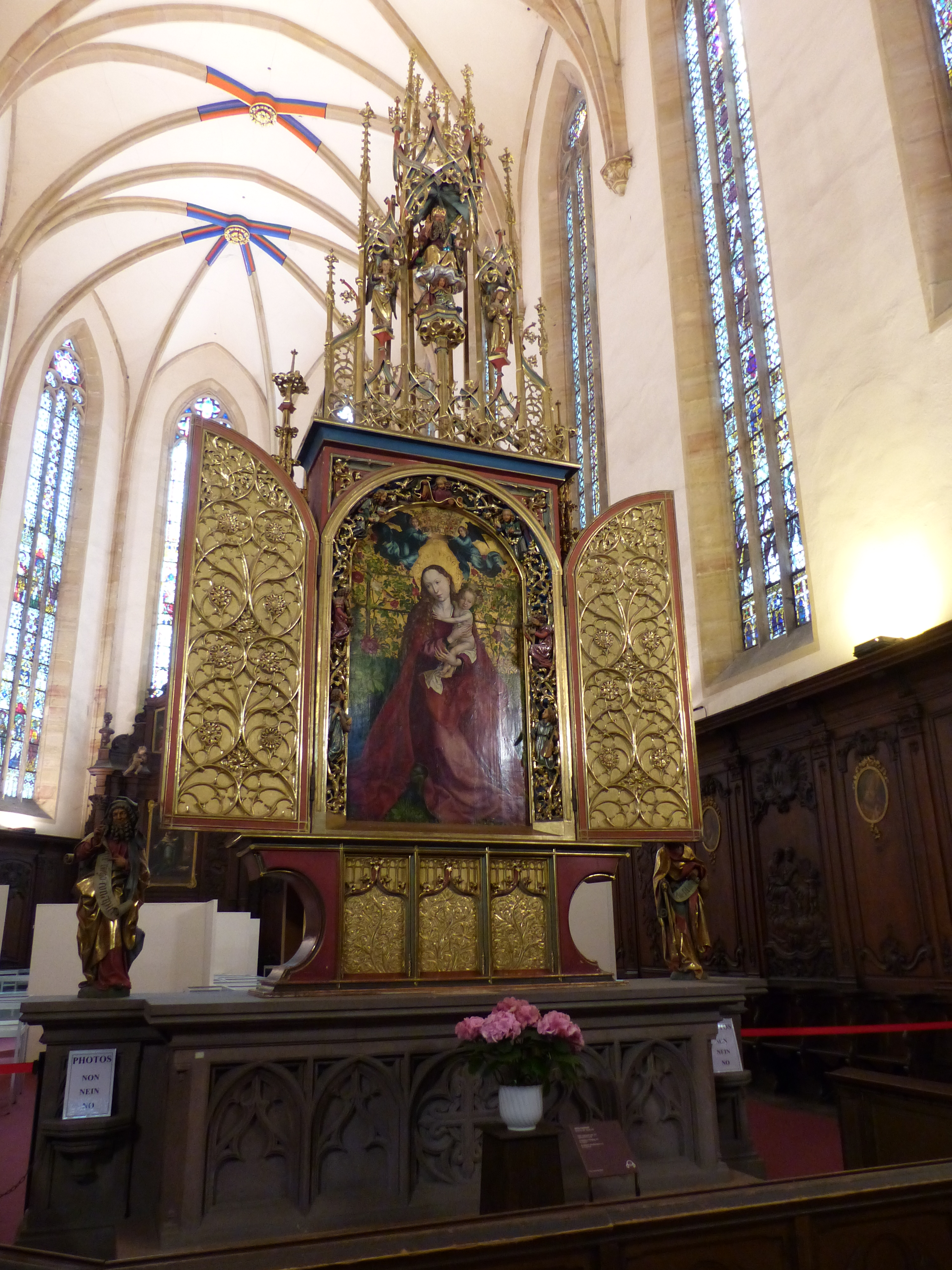
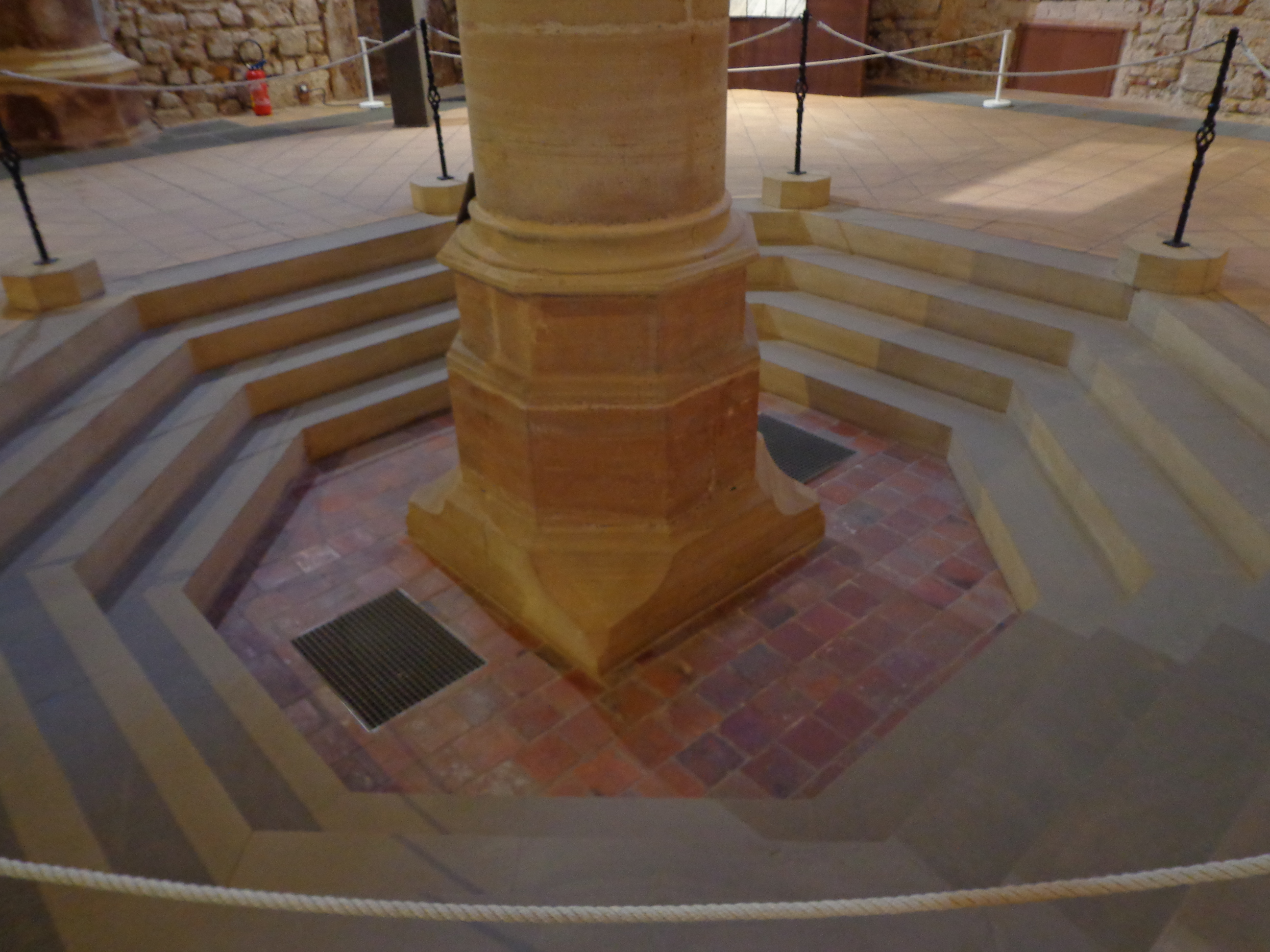
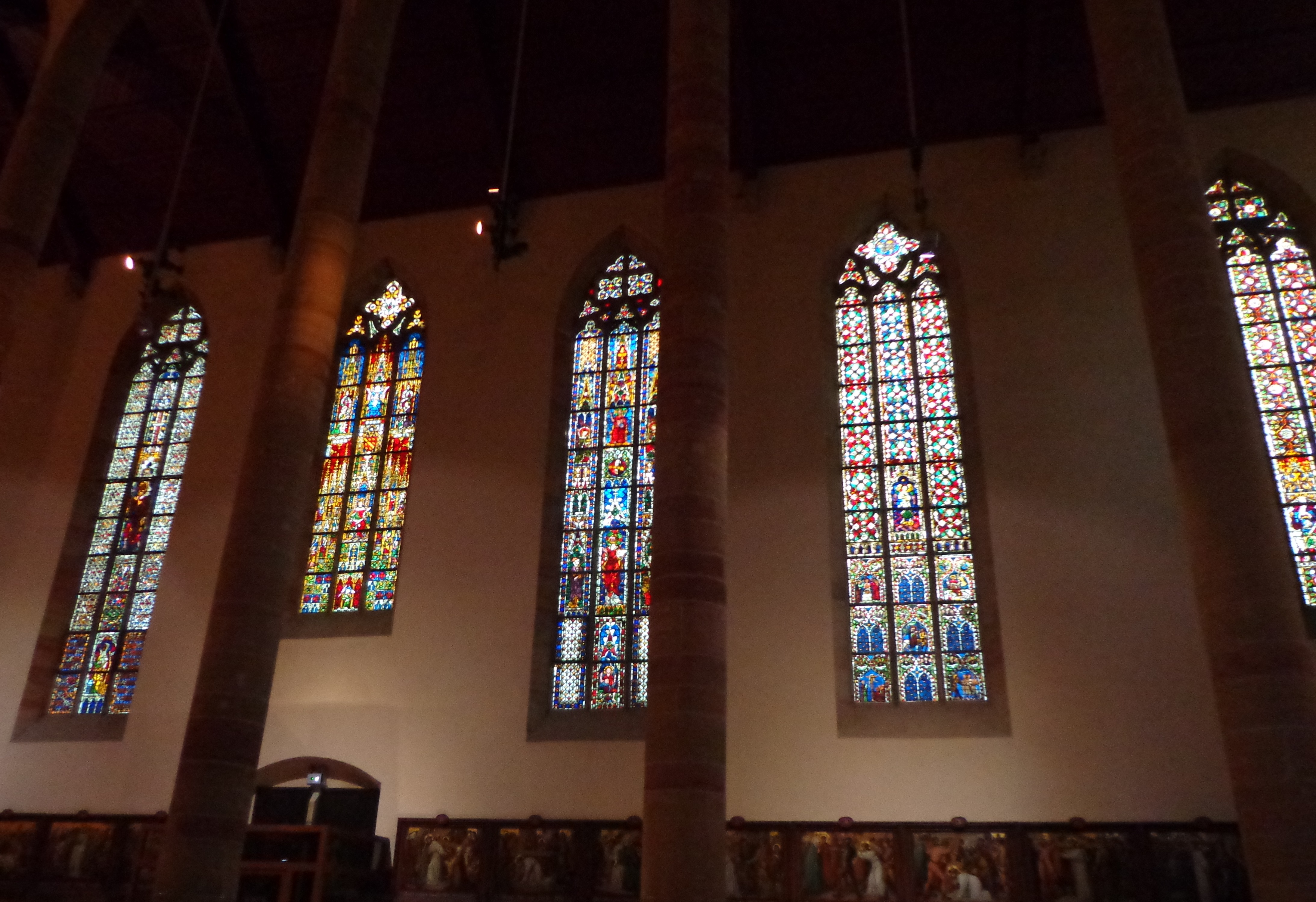
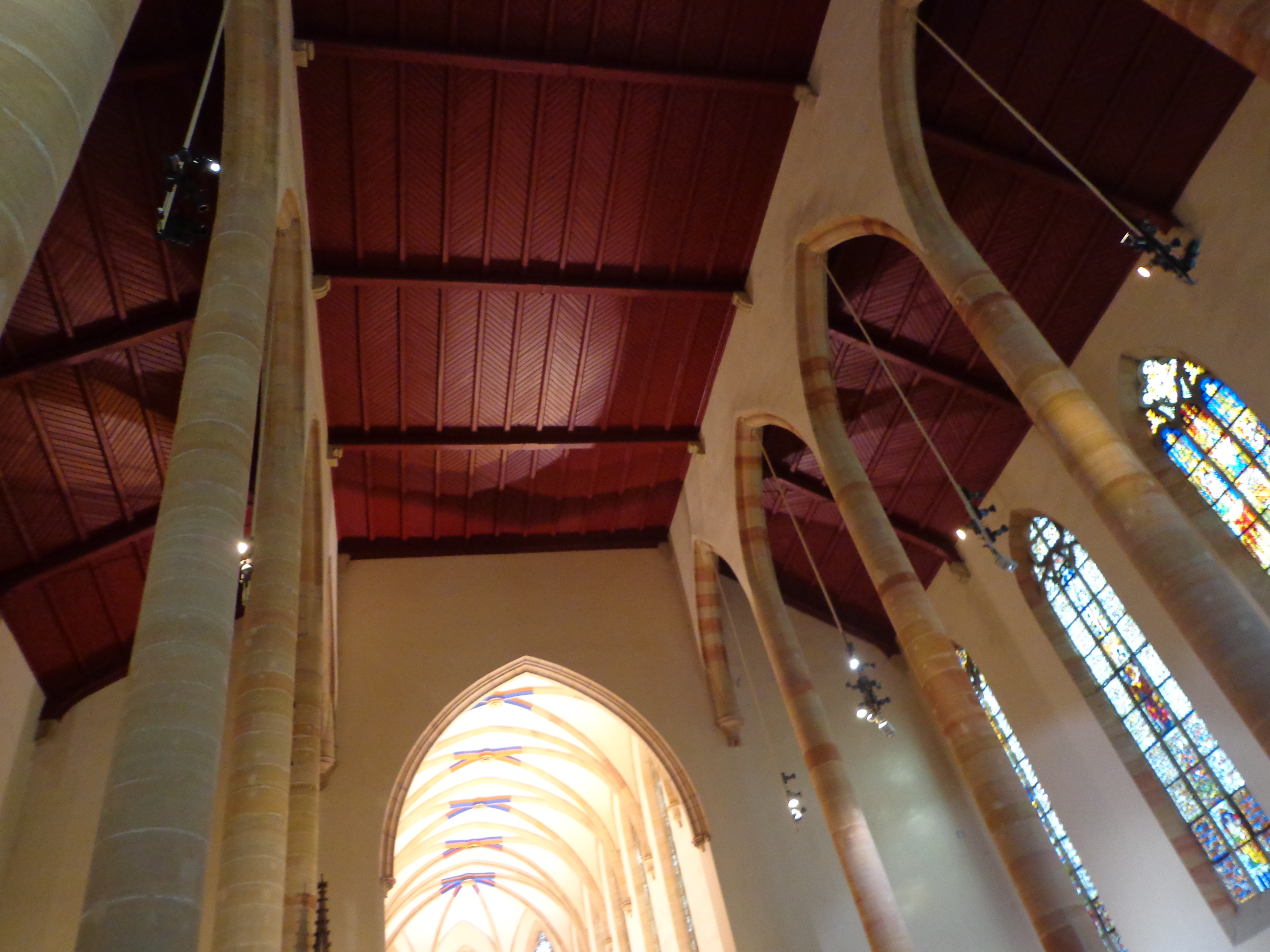
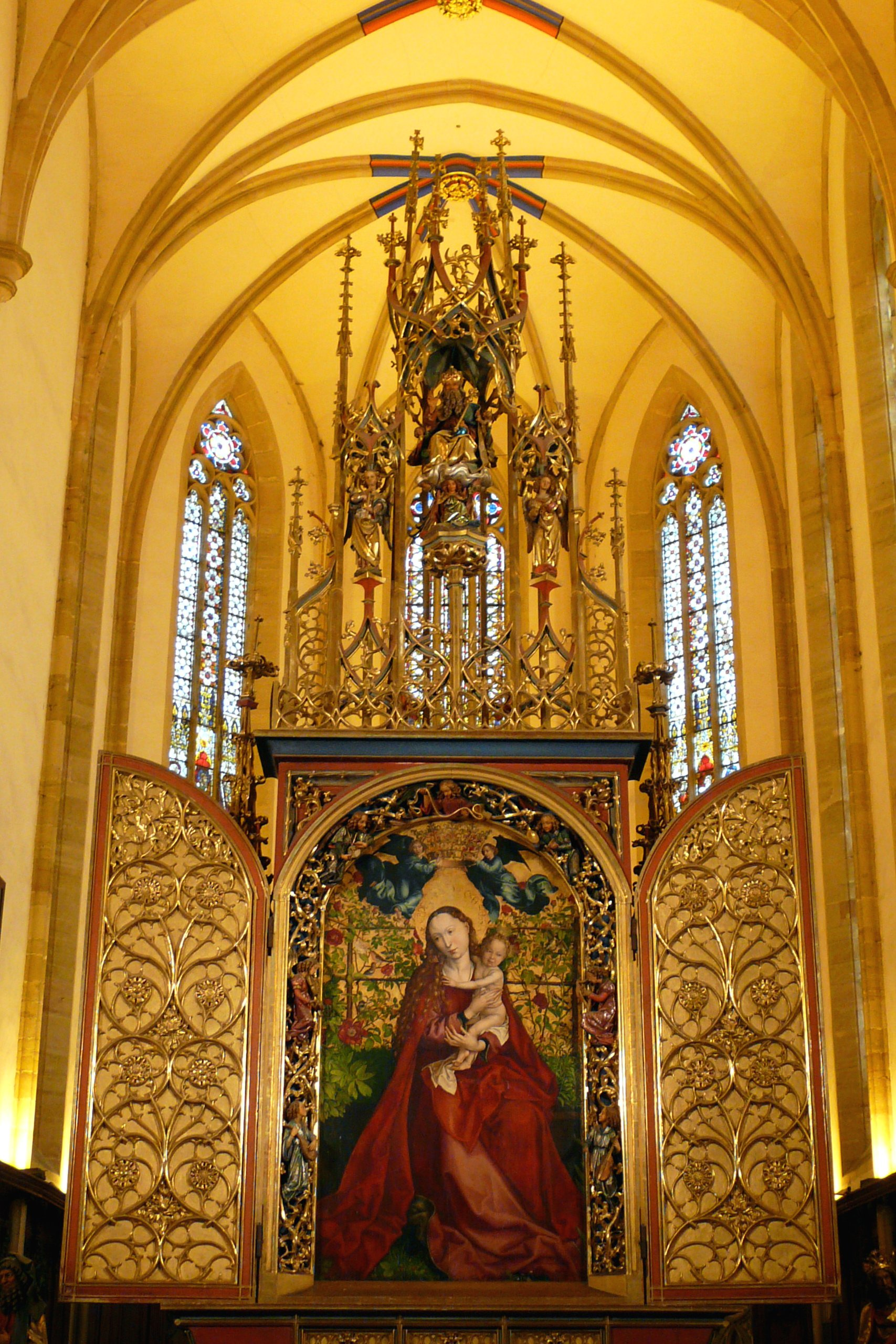
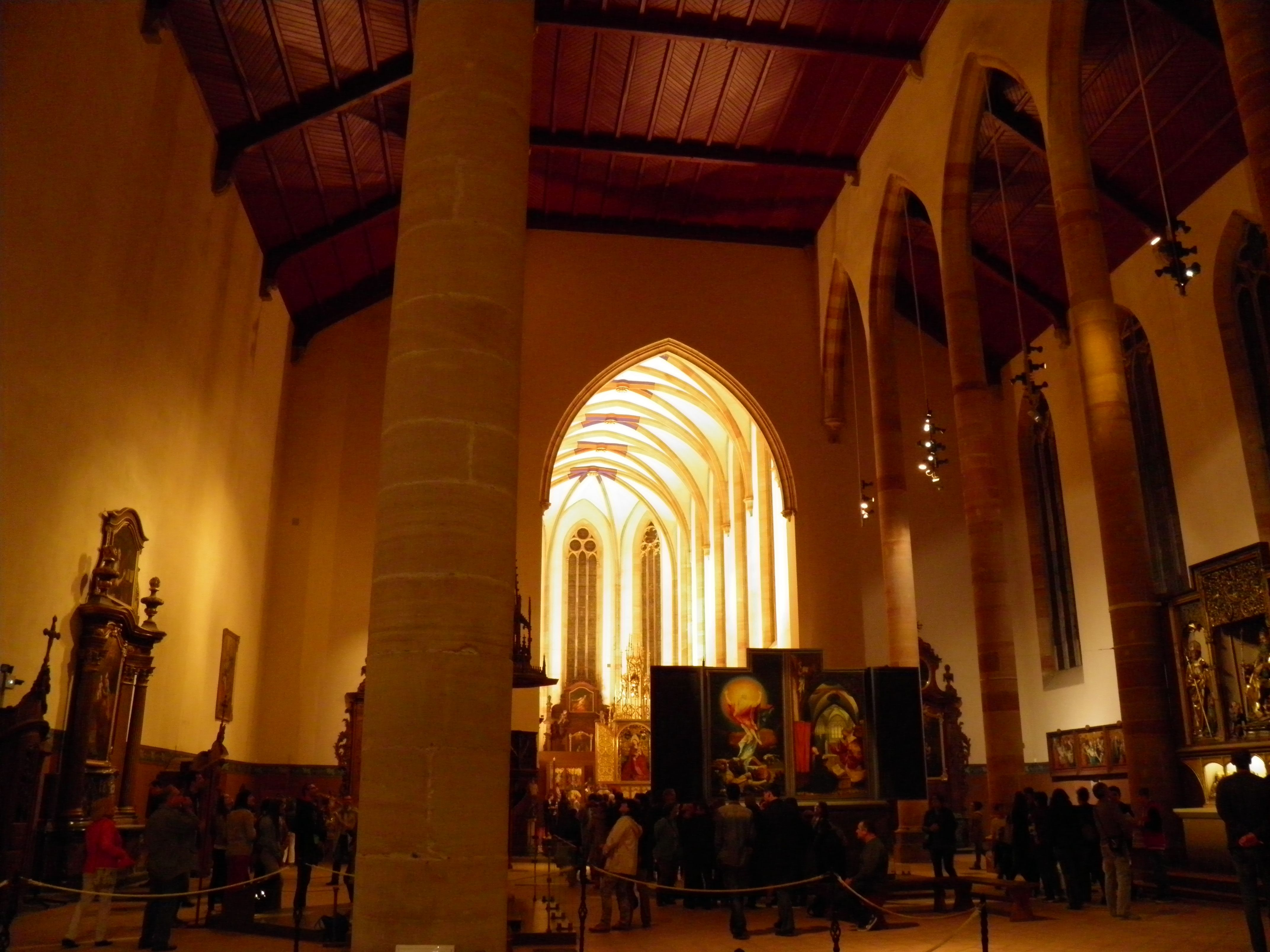
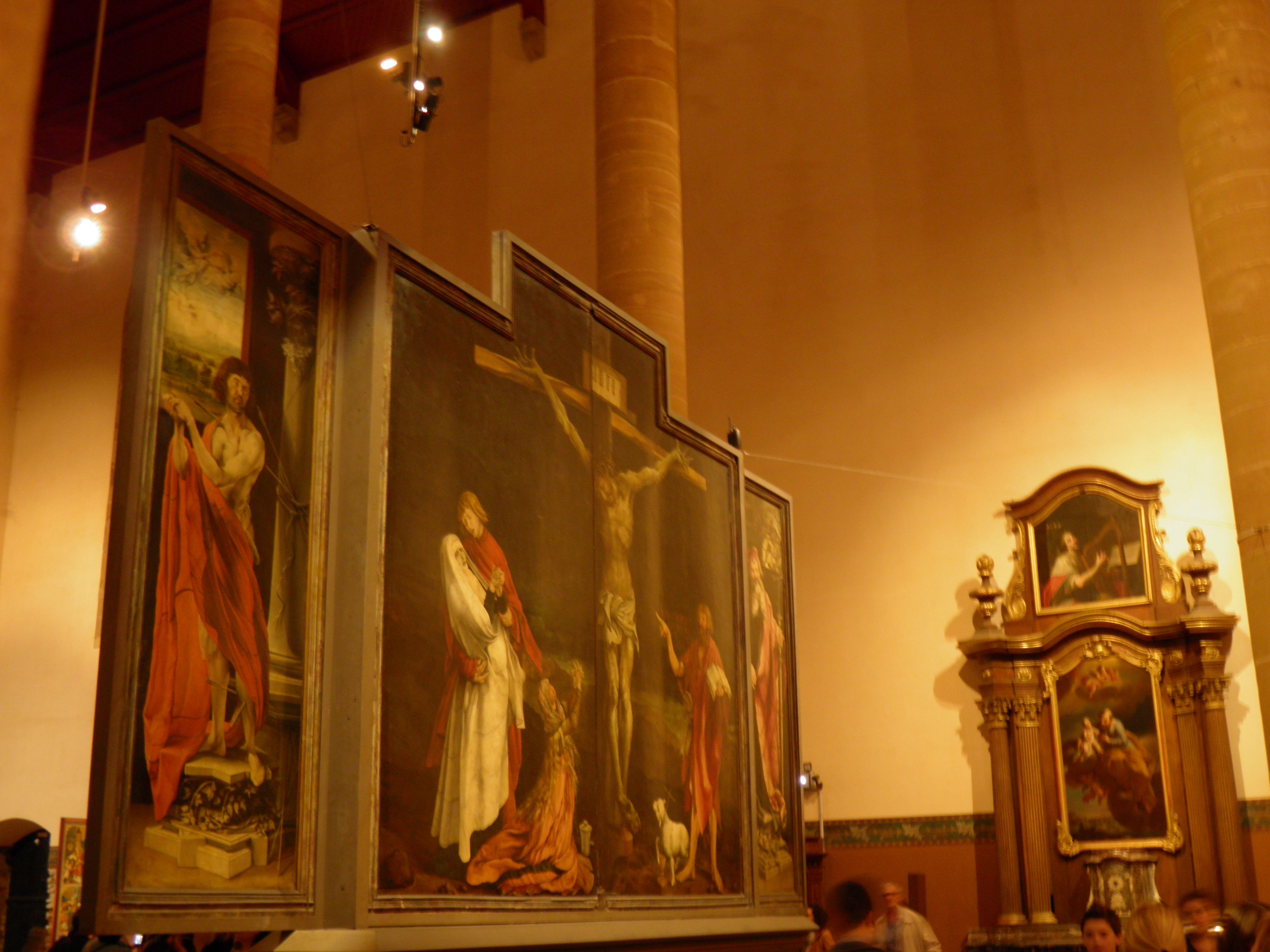
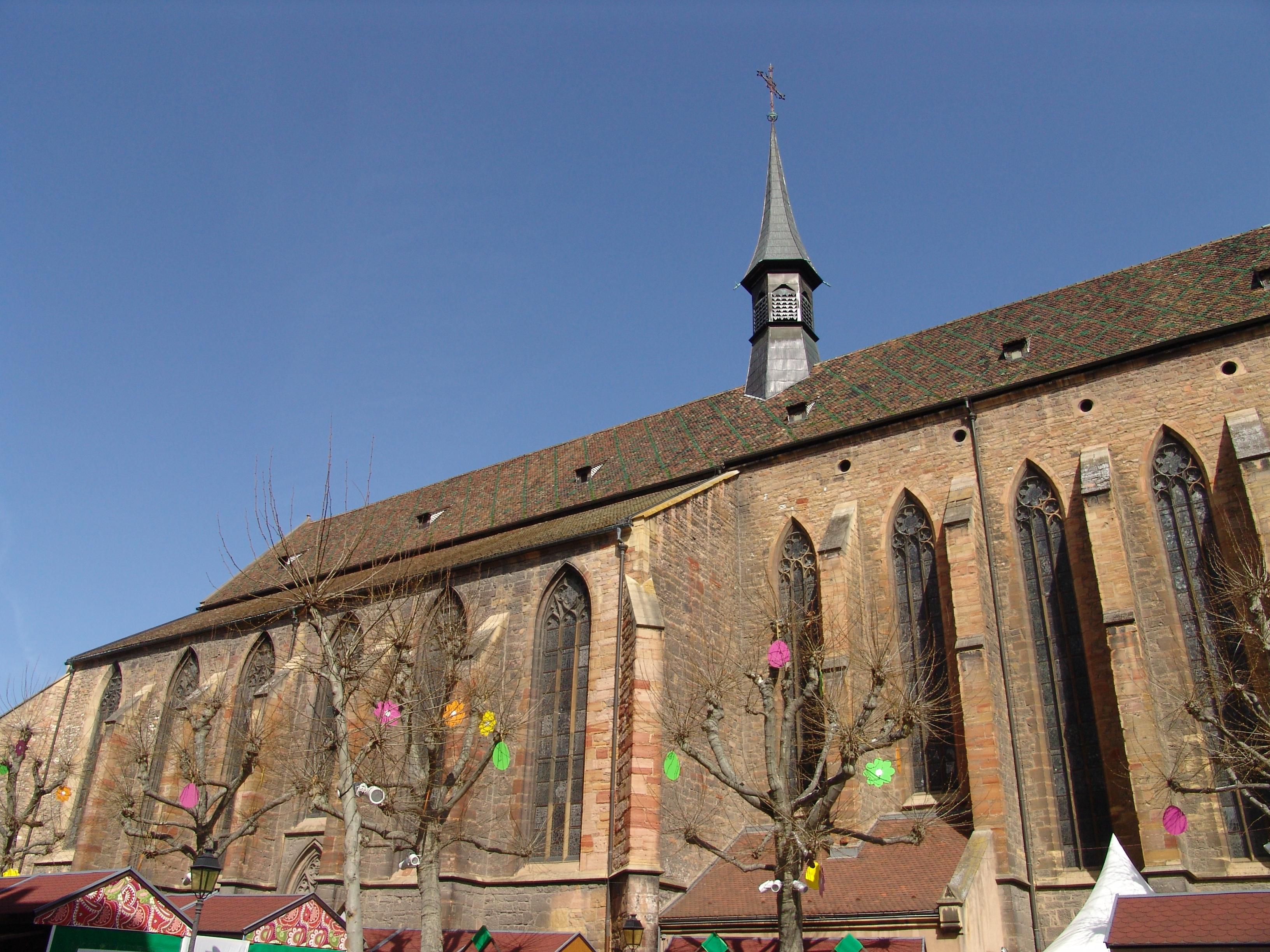
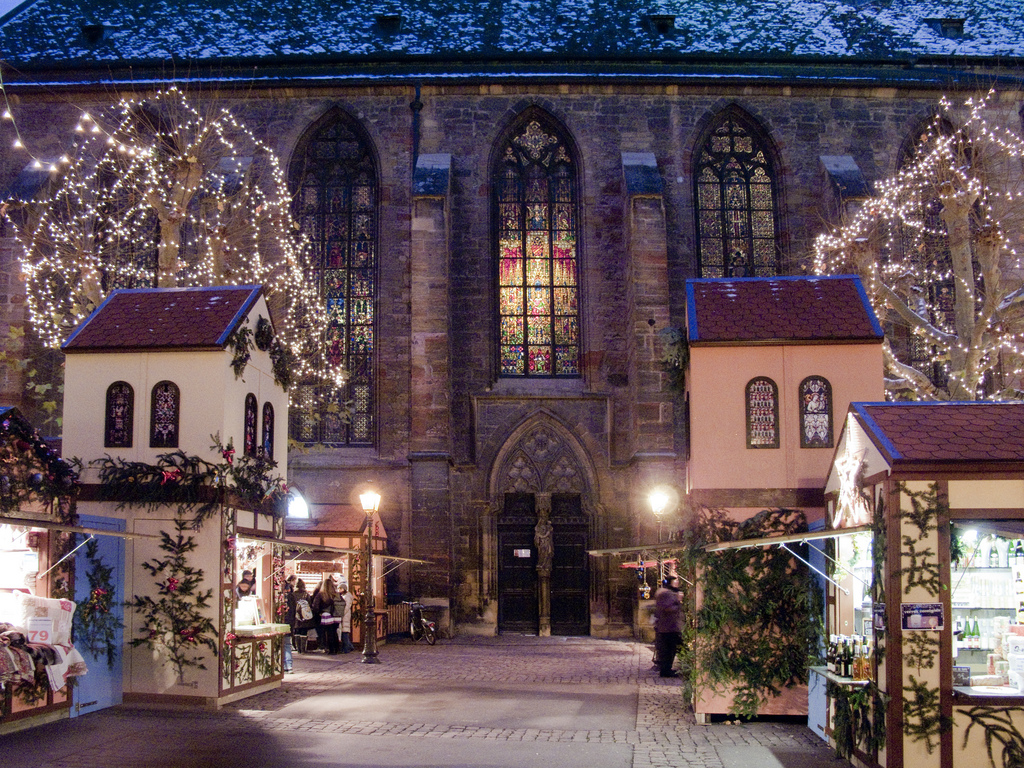